# Антипов, Владимир Борисович
Влади́мир Бори́сович Анти́пов (род. 14 января 1978, Апатиты, Мурманская область) — российский хоккеист, нападающий. Заслуженный мастер спорта России (2002). Хоккейный агент.

## Карьера
Начал заниматься хоккеем на профессиональном уровне в Апатитах, потом в Ярославле. В 1999—2001 годах выступал в низших хоккейных лигах Северной Америки. В 2006 году перешёл в «Салават Юлаев». В 2011 году перешёл в «Трактор» Челябинск. В «Салавате Юлаеве» и «Тракторе» был капитаном команды.
18 июля 2013 года подписал однолетний контракт с череповецкой «Северсталью»; 1 января 2014 года клуб расстался с игроком.

## Достижения
- Пятикратный чемпион России: 1997, 2002, 2003 в составе ярославского «Локомотива» (1997 — «Торпедо»), 2008, 2011 в составе уфимского «Салавата Юлаева». Обладатель Кубка Гагарина 2011 в составе уфимского Салават Юлаев
- Обладатель Кубка Континента КХЛ в сезоне 2011/12 в составе челябинского клуба «Трактор»
- Бронзовый призёр чемпионата КХЛ в сезоне 2011/2012 в составе челябинского «Трактора»
- Серебряный призёр чемпионата КХЛ в сезоне 2012/2013 в составе челябинского «Трактора»

## Статистика
| Легенда | Легенда                    | Легенда | Легенда                   | Легенда | Легенда    |
| ------- | -------------------------- | ------- | ------------------------- | ------- | ---------- |
| И       | Количество проведённых игр | Штр     | Штрафное время            | +/−     | Плюс-минус |
| Г       | Голы                       | П       | Голевые передачи          | О       | Очки       |
| -       | Статистика неизвестна      | —       | Статистика не учитывалась |         |            |